# Kirkkosaari (ö i Mellersta Finland, Jyväskylä)
Kirkkosaari är en ö i Finland. Den ligger i sjön Kuusvesi och i kommunen Laukas i den ekonomiska regionen  Jyväskylä ekonomiska region  och landskapet Mellersta Finland, i den centrala delen av landet, 250 km norr om huvudstaden Helsingfors. Öns area är 3 hektar och dess största längd är 250 meter i sydöst-nordvästlig riktning.